# Institución Libre de Enseñanza
La Institución Libre de Enseñanza o ILE fue una experiencia pedagógica que se desarrolló en España durante más de medio siglo (1876-1939*). Estaba inspirada por la filosofía krausista introducida en la Universidad Central de Madrid por Julián Sanz del Río, y tuvo una importante repercusión en la vida intelectual de la nación española, para la que desempeñó una labor fundamental de renovación.
En 1876, Laureano Figuerola, primer presidente de la Institución, inauguró la Asociación de la Institución Libre de Enseñanza y junto con un grupo de catedráticos (Francisco Giner de los Ríos, Gumersindo de Azcárate, Teodoro Sainz Rueda y Nicolás Salmerón, entre otros) separados de la Universidad Central de Madrid por defender la libertad de cátedra y negarse a ajustar sus enseñanzas a cualquier dogma oficial en materia religiosa, política o moral, tuvieron que proseguir su labor educativa al margen del Estado creando un establecimiento educativo privado laico, la Institución Libre de Enseñanza (ILE), que empezó en primer lugar por la enseñanza universitaria y después se extendió a la educación primaria y secundaria.
Apoyaron y secundaron el proyecto intelectuales como Joaquín Costa, Leopoldo Alas (Clarín), José Ortega y Gasset, Gregorio Marañón, Ramón Menéndez Pidal, Antonio Machado, Joaquín Sorolla, Augusto González de Linares, Claudia Benito, Santiago Ramón y Cajal o Federico Rubio, entre otras personalidades comprometidas con la renovación educativa, cultural y social.
La dictadura franquista la convirtió en su bestia negra en materia de enseñanza. Se mofó de las «pedanterías y barbarismos» de la Institución, y la hizo responsable de haber conseguido «arrancar del corazón de muchos maestros todo sentimiento de piedad cristiana y de amor a la gran patria española, ideales únicos capaces de hacer fecunda la labor docente».

## Historia

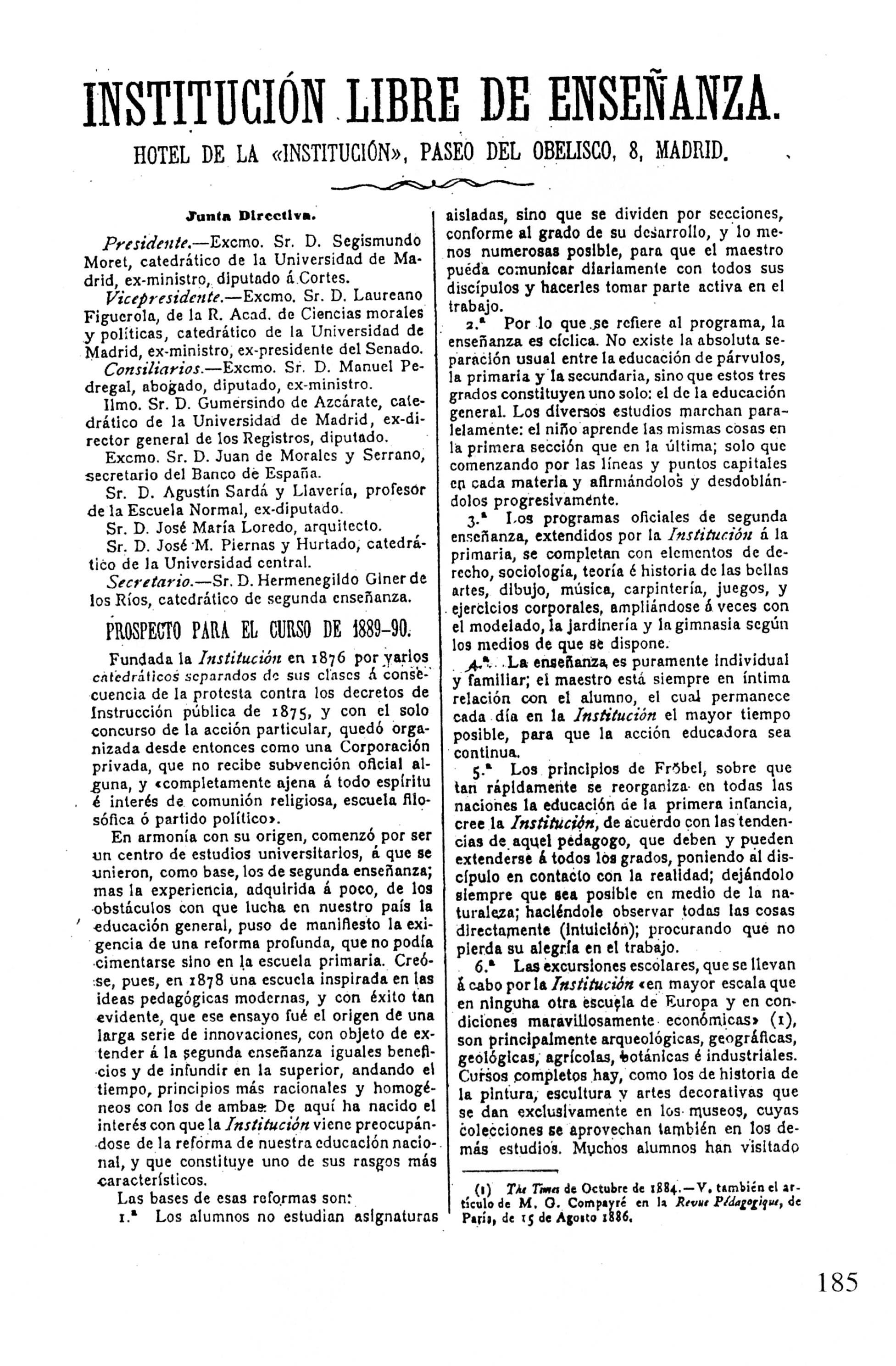
Anuncio de la Junta Directiva de la ILE para el curso 1889-1890.

Tras la puesta en marcha del modelo político de Cánovas en 1875 mediante el "Decreto Orovio", se suspendió la libertad de cátedra en España «si se atentaba contra los dogmas de fe», para afianzar un principio integrista que hacía de la nación un proyecto sostenido en la voluntad divina, como defendía Cánovas. Su aplicación apartó a muchos intelectuales de la Universidad, originando la creación de la Institución Libre de Enseñanza en 1876.
A partir de 1881 empezaron a enseñar en la ILE profesores formados en ella: Manuel Bartolomé Cossío, que sucedió a Giner al frente de la Institución, Ricardo Rubio, Pedro Blanco Suárez, Ángel do Rego, José Ontañón Arias, Pedro Jiménez-Landi, entre otros muchos que consolidaron el proyecto y aseguraron su futuro (desbaratado por la Guerra Civil en 1936 y aniquilado posteriormente). La Institución se convirtió en el centro de toda una época de la cultura española y encauce para la introducción en España de las más avanzadas teorías pedagógicas y científicas extranjeras.
Así lo testifica la nómina de colaboradores del Boletín de la Institución Libre de Enseñanza: Bertrand Russell, Henri Bergson, Charles Darwin, John Dewey, Santiago Ramón y Cajal, Miguel de Unamuno, María Montessori, León Tolstói, H. G. Wells, Rabindranath Tagore, Juan Ramón Jiménez, Gabriela Mistral, Benito Pérez Galdós, Emilia Pardo Bazán, Azorín, Eugenio d'Ors o Ramón Pérez de Ayala. Algunos de ellos estuvieron íntimamente vinculadas con la Institución, como Julián Sanz del Río, Antonio Machado Álvarez y sus hijos Antonio Machado y Manuel Machado, Julio Rey Pastor, Constancio Bernaldo de Quirós, Luis Simarro, Nicolás Achúcarro, Francisco Barnés Salinas o la portuguesa Alice Pestana.

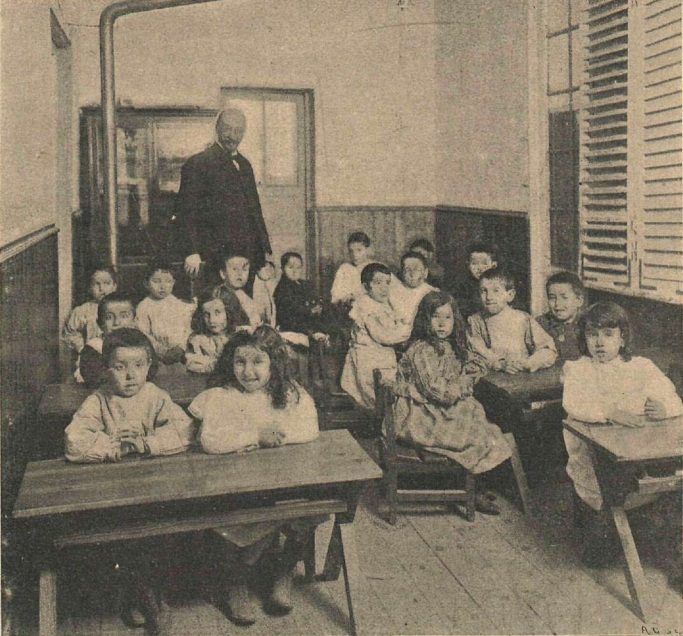
Alumnos de educación primaria de la Institución Libre de Enseñanza; fotografía de 1903 de Christian Franzen.

Asimismo, se pusieron en marcha institutos asociados a la Institución Libre de Enseñanza para la investigación del pasado español, como fue el caso del Centro de Estudios Históricos dirigido por el fundador de la escuela filológica española, Ramón Menéndez Pidal; y se crearon centros de contacto para las élites artísticas y científicas -las vanguardias europeas-como la Residencia de Estudiantes que, creada en 1910, dirigía Alberto Jiménez Fraud; y la Junta para Ampliación de Estudios, organizada por el institucionista José Castillejo y creada en 1907. En realidad, tanto el Centro de Estudios Históricos como la Residencia de Estudiantes fueron promovidas desde la Junta de Ampliación de Estudios.
Desde 1978 y con la decidida gestión de Manuel Pedregal Fernández, se recuperó parte de los bienes incautados y dispersos. Los fondos de la Institución Libre de Enseñanza son gestionados por la Fundación Francisco Giner de los Ríos, que había sido creada en 1916 para dichos fines.

## Influencia de la ILE
El influjo de la Institución fue determinante para que los poderes públicos emprendieran una serie de reformas que España necesitaba en los terrenos jurídico, educativo y social. Se crearon organismos, como el Museo Pedagógico Nacional y la Junta para Ampliación de Estudios, organizada por su secretario, José Castillejo, cuyo cometido era enviar estudiantes becados a estudiar al extranjero sin contemplar afiliación ideológica alguna.
De ella dependían los ya citados Centro de Estudios Históricos, el Instituto Nacional de Ciencias Físico-Naturales y la Residencia de Estudiantes dirigida por Alberto Jiménez Fraud, establecida en la calle Pinar de Madrid, auténtico vivero de escritores y artistas y lugar donde Albert Einstein dio una de las conferencias que ofreció en su viaje a España en 1923. Los intentos de renovación pedagógica cristalizaron desde 1907 hasta 1936 en iniciativas pioneras, como el Instituto Escuela, las colonias escolares de vacaciones, la Universidad Internacional de Verano de Santander o las llamadas Misiones pedagógicas, que actuaron bajo el amparo de la Segunda República con el fin de divulgar la educación y cultura entre los pueblos de la España profunda.
Tras la muerte en 1915 de su principal inspirador, Francisco Giner de los Ríos, se creó la fundación que lleva su nombre el 14 de junio de 1916 con el encargo de velar por el patrimonio de la Institución Libre de Enseñanza y proseguir su tarea educadora. Dicha fundación publicó las Obras completas de Giner, entre 1916 y 1936.

## Promociones de la Institución Libre de Enseñanza
- Primera promoción: Son fundamentalmente los hombres congregados de un modo u otro en torno a Giner de los Ríos después de su vuelta a la Universidad en 1881, tras la expulsión de 1875, entre ellos: Manuel Bartolomé Cossío, Joaquín Costa, Leopoldo Alas (Clarín), Alfredo Calderón, Eduardo Soler, Jacinto Messia, Adolfo Posada, Pedro Dorado Montero, Aniceto Sela, Rafael Altamira, etc.

- Segunda promoción: Giner los denominaba sus «hijos»: Julián Besteiro, Pedro Corominas, José Manuel Pedregal, Martín Navarro Flores, Constancio Bernaldo de Quirós, Manuel y Antonio Machado, Domingo Barnés, José Castillejo, Gonzalo Jiménez de la Espada, Luis de Zulueta, Fernando de los Ríos, etc.

- Tercera promoción: Nacidos aproximadamente entre 1880 y 1890, son reconocidos como los «nietos» de Giner; suelen mencionarse entre los más destacados a José Pijoán, Juan Ramón Jiménez, Francisco Ribera Pastor, José Ortega y Gasset, Américo Castro, Gregorio Marañón, Manuel García Morente, Lorenzo Luzuriaga, Pablo de Azcárate, Alberto Jiménez Fraud, Luis Álvarez Santullano, etc.

### Las mujeres de la Institución Libre de Enseñanza
Las institucionistas conforman un colectivo –a menudo silenciado incluso en el ámbito general de la Institución–, con menos protagonismo pero pareja voluntad y valoración de su trabajo. El paso del tiempo ha permitido que se resalten los nombres de mujeres implicadas en los proyectos de la ILE como Amparo Cebrián, Carmen García del Diestro, Laura García Hoppe, Gloria Giner de los Ríos García, María Goyri, Matilde Huici, María de Maeztu, Jimena Menéndez-Pidal, María Moliner, María Luisa Navarro Margati, Alice Pestana, Laura de los Ríos Giner, Concepción Saiz Otero, María Sánchez Arbós, María Zambrano, y Carmen de Zulueta, entre muchas otras.
No obstante, esta lista muestra  que una de las innovaciones sociales más importantes de la ILE fue su propuesta a favor de la integración de la mujer en el cuerpo general de la sociedad, en igualdad de acceso a la formación cultural y a la realización profesional.
También se creó la Asociación para la Enseñanza de la Mujer, cuya presidencia en su Junta Directiva ocuparon Manuel Ruíz de Quevedo (desde 1874 hasta su muerte en abril de 1898), Gumersindo de Azcárate (hasta su fallecimiento en diciembre de 1917) y José Manuel Pedregal. Otro hombre de la Institución, Aniceto Sela, promovió la Institución para la Enseñanza de la Mujer de Valencia, y varios fundadores se implicaron en diversos proyectos relacionados con la promoción social de la mujer, entre ellos Juan Facundo Ríaño, Rafael Torres Campos y el propio Francisco Giner de los Ríos que impartió Psicología en la Escuela de Institutrices.

## Sedes

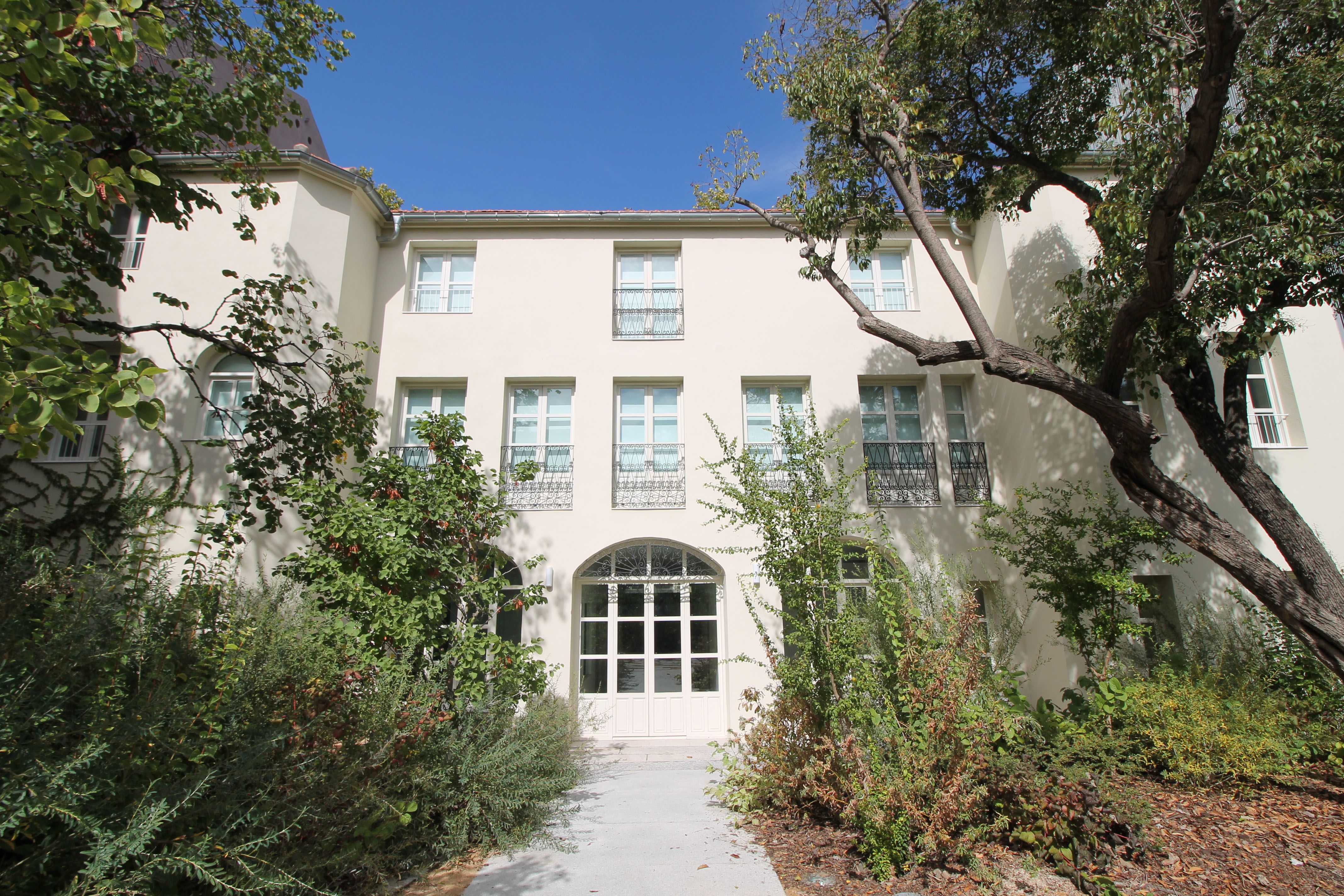
Fachada sur de la casa de Giner y Cossío, en el n.º 8 del antiguo paseo del Obelisco de Madrid.

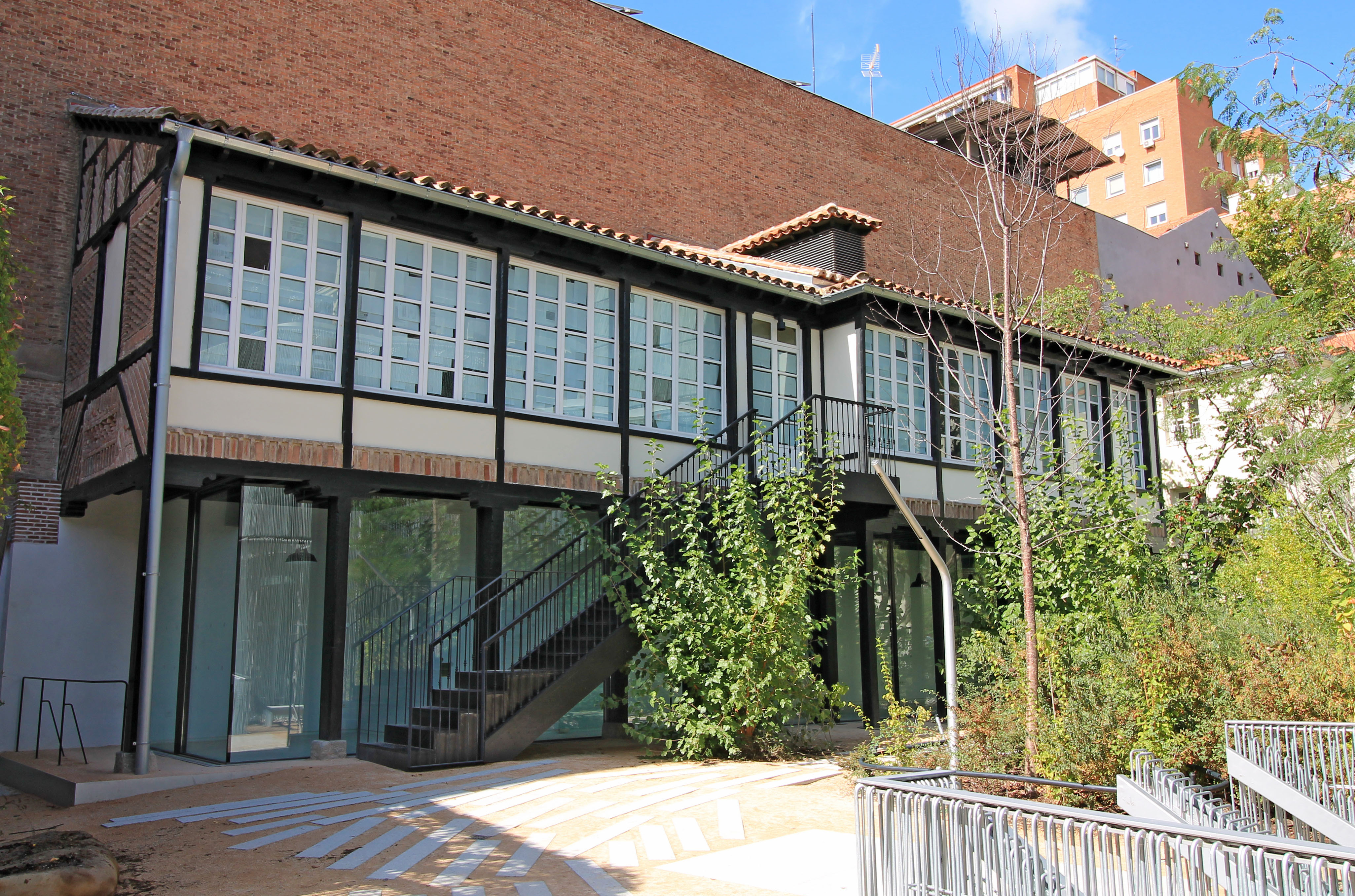
Pabellón Macpherson de la I.L.E. (Joaquín Kramer, 1909), rehabilitado en 2014.

Inicialmente se intentó instalar la sede de la Institución en el solar del paseo de la Castellana que hoy ocupa la Escuela Superior del Ejército, y se abandonó la idea por los fundadores. Después alquilaron un piso en el número 9 de la calle de Esparteros (actual número 11), pasando posteriormente a la calle de las Infantas, 42, y de forma definitiva, el 3 de septiembre de 1884, al número 8 del paseo del Obelisco, que desde 1914 pasó a llamarse paseo del General Martínez Campos, donde ocupa los números 14 y 16 actualmente.
El nuevo emplazamiento en una quinta con jardín, en lo que entonces eran las afueras de Madrid, era mucho más adecuado al concepto educativo de la Institución. En 1908 se añadieron, en la misma finca, los llamados "Pabellón Giner" y "Pabellón Soler". Tras la guerra civil española el edificio había quedado muy dañado y saqueado (incluso fue objeto de la destrucción de árboles por un grupo de falangistas). En 1940 el gobierno franquista dictó su incautación, quedando adscrito el conjunto al Ministerio de Educación Nacional. Más tarde se realizaron obras para que pudiera iniciar sus actividades como "Grupo Escolar Joaquín Sorolla" (la Casa-museo Sorolla está muy cerca, en la misma calle). Desde 1955 sus locales se utilizaron como sede del Servicio de Alimentación Escolar.
Tras la Transición y aun habiendo sido devueltas parte de las propiedades a la reconstituida Institución Libre de Enseñanza en 1978, se instaló en el edificio principal el "Colegio Nacional Eduardo Marquina" (1980-1985). Tras un largo periodo de polémicas, en 2003 se inició la rehabilitación y ampliación de la sede histórica de la Institución y su fundación. Tras concurso público, se eligió el proyecto de Cristina Díaz Moreno y Efrén García Grinda, incluyó la construcción de un nuevo edificio con tres alturas (que alberga sala de exposiciones en su planta baja y un original auditorio en uno de los sótanos), además de la recuperación de la que fuera casa de Giner y luego de Manuel Bartolomé Cossío, con fachadas al paseo y al jardín, y el original Pabellón Macpherson con sus galerías y vigas de madera, proyectadas por Joaquín Kramer Arnaiz en 1908.

## Principios pedagógicos
La ILE ensaya una pedagogía que sigue las aportaciones de Francisco Giner de los Ríos y será después incorporada al Instituto Escuela.
- Se trata de instruir, pero también de educar el carácter.
- La meta es la formación total de la persona, por lo cual se ha de cuidar incluso el edificio y las instalaciones, que estén bien iluminados, etcétera
- Se cuida el desarrollo del cuerpo, que ha de ser paralelo al del espíritu. Mens sana in corpore sano. La ILE fue la primera en introducir en España el foot-ball o fútbol. También fue la primera en introducir el deporte femenino, sobre todo el tenis, pero también en otros deportes. Al respecto Castillejo y otros institucionistas eran anglófilos consumados.
- Defienden el papel en la pedagogía de la intuición. Se trata no de enseñar las cosas, sino de enseñar a hacerlas, procurando que la educación involucre al estudiante de una forma activa. Le dan una gran importancia a los apuntes, las redacciones y los dibujos incluso en la enseñanza media y primaria. Los alumnos, por ejemplo dibujan, escriben y poetizan sus sensaciones después de cada viaje cultural en sus cuadernos. Hoy está de moda el periodismo escolar.
- Conceptos como el de evaluación continua cercana al alumno, evitando el examen, eran ya práctica habitual a partir de 1918.
- Como escribió José Castillejo a su primo Enrique Cantalejo a fines de 1902, "los ideales de la paz no arraigan fácilmente en generaciones educadas en un estrecho y agresivo nacionalismo" y "el ejemplo y la educación es el mayor legado que los padres dejan a los hijos"
- Los puntos fundamentales de la doctrina pedagógica de Francisco Giner de los Ríos son la educación física, la artística y la moral.
- La educación moral no es sino la formación del carácter, en lo cual es un factor decisivo la personalidad del maestro.
- Como se trata de educar, su base primordial e ineludible es el principio de la "reverencia que al niño se debe"; es una educación que tiene el respeto por cualquier persona un principio fundamental y que procura sembrar en la juventud respetando la más absoluta libertad.
- Se trata de formar hombres, personas "capaces de concebir un ideal, de gobernar con sustantividad su propia vida y de producirla mediante el armonioso consorcio de todas sus facultades". De ahí que el papel de una profunda formación en humanidades sea fundamental para, desde ella, cimentar una educación profesional de acuerdo con las aptitudes y vocación de cada uno.
- Conseguir este objetivo implica cultivar el cuerpo y el alma, de manera que "nada le fuese ajeno". De ahí también la atención a la salud, la higiene, el decoro, el vigor físico, la corrección y nobleza de hábitos y maneras; la amplitud, elevación, delicadeza del sentir, pues para poder aprender lo primero que hay que hacer es educar la sensibilidad para lo que va a venir después, la depuración de los gustos estéticos; la tolerancia, la ingenua alegría, el valor sereno,la conciencia del deber, la honrada lealtad, la formación en suma de valores armónicos... Hay que unir los ejercicios físicos a los juegos.
- Se potencia el trabajo personal y creador, el procedimiento socrático y la individualidad de la acción educadora. Todo ello a la luz de Pestalozzi y Froebel.[19]
- Rechaza el libro de texto y prefiere una educación práctica formada sobre todo por viajes y excursiones. La labor del maestro consiste en despertar y mantener vivo el interés del niño excitando sus pensamientos, sugiriendo cuestiones y ampliando con otros nuevos sus puntos de vista. La clase, activa, ha de servir para enseñar y aprender a trabajar estimulando y valorando el esfuerzo, el trabajo personal.
- La educación no abarca un periodo determinado de la vida, sino la vida entera.
- Al menos teóricamente, cada lugar necesitaría su escuela específica y cada muchacho necesita un plan de estudios especial, adecuado a su vocación y sus condiciones. Pero como esto es prácticamente inviable, es preciso que una dirección inteligente vaya determinando a posteriori la marcha de sus trabajos. Es en la enseñanza superior donde puede darse más flexibilidad dejando un gran espacio a la iniciativa del estudiante en la elección de su plan de estudios, mediante la sustitución de unas asignaturas por otras, y encomiendan a los llamados tutores la dirección y ayuda de cada joven.
- Respecto a la universidad, lo primero que necesita es autonomía para poder moverse libremente, sin trabas externas administrativas ni tutelas dogmáticas. También es esencial tener un profesorado con "densidad científica, vocación docente, generosidad y abnegación corporativas". Y, en fin, necesita disponer de los recursos económicos necesarios. La renovación universitaria exigiría que el nuevo profesorado saliera de las minorías científicamente revolucionarias que forman en las avanzadas. Más que elegir un profesorado y que la evolución se haga al paso de los que vienen detrás plantea también saltos hacia adelante.
- En lo referente a los exámenes (el examen de Estado) piensan que todo examen es ya en sí mismo desmoralizador, favoreciendo el engaño, la repentización y el memorismo. José Castillejo recuerda que Alemania, el país de menos exámenes, es uno de los de mayor eficiencia científica.[20]
- El trabajo manual agudiza el ingenio, la originalidad es una puerta de salida a la actividad del niño y favorece la virtud de la paciencia y la creatividad.
- El ideal estético ha sido otra de las grandes aportaciones modernas a la obra de la educación. Su cultivo tiene formas exteriores bien conocidas, desde la decoración de la escuela hasta el estudio de los grandes modelos artísticos y literarios, el conocimiento de los tesoros acumulados en los museos, la música, el paisaje, el dibujo y tantas otras. Lo esencial es hacer el espíritu del niño sensible a las emociones estéticas y activo para convertirlas en ley de su vida.[21]

## Proyección del modelo pedagógico
Siguiendo el modelo de la ILE, Antonio Fernández López, empresario y filántropo, fundó en 1950 el Colegio Fingoy, en la ciudad de Lugo. Alumno de la Residencia de Estudiantes de Madrid, al regresar a Galicia puso en marcha el que sería considerado el segundo colegio mixto que se abrió en la España durante el franquismo, y en cuyo espacio trabajaron Ricardo Carballo Calero, su primer director, y alumnos destacables como Xosé Luis Méndez Ferrín, Bernardino Graña o Luis Gómez Pacios. De forma paralela, Fingoy también creó el Centro de Estudios Fingoy y la experiencia de la Granja de Barreiros, regidos por los mismos principios institucionistas.
Otra institución educativa que, vinculada a la Fundación Giner, continúa impartiendo el modelo pedagógico de la ILE, aunque con ciertas variantes, es el Colegio Estudio, fundado en 1940 por Jimena Menéndez Pidal, Ángeles Gasset y Carmen García del Diestro. En su órbita pueden situarse instituciones privadas como los Colegios Base, Estilo (ya cerrado), el Colegio Madrid o Liceo Europeo.